# Rio Pyasina
O rio Pyasina (em russo:  Пясина) é um rio que nasce na Rússia e desagua no golfo do Pyasina, golfo de Ob, no mar de Kara. Drena uma bacia de 182000 km2.
O mercador Kondratiy Kurochkin, da reigião do rio Duína do Norte, chegou à foz do Pyasina em 1610.